# Ophiomaza cacaotica
Ophiomaza cacaotica is een slangster uit de familie Ophiotrichidae.
De wetenschappelijke naam van de soort werd in 1871 gepubliceerd door Theodore Lyman.